# Derrahs Branch
Le Derrahs Branch est une rivière qui se situe dans le comté de Lewis, dans l'État américain du Missouri.
La rivière porte le nom de la famille locale Derrah.